# Luiz Antonio Machado da Silva
Luiz Antonio Machado da Silva (19 de agosto de 1941 – 21 de setembro de 2020) foi um professor universitário brasileiro, pioneiro nos estudos da sociologia urbana e da violência no Brasil. Doutor em sociologia pela Universidade Rutgers (1979) e mestre em antropologia social pelo Museu Nacional (1971), ele atuou como professor no Instituto de Filosofia e Ciências Sociais da Universidade Federal do Rio de Janeiro (IFCS/UFRJ), no Instituto Universitário de Pesquisas do Rio de Janeiro (IUPERJ) e no Instituto de Estudos Sociais e Políticos da Universidade do Estado do Rio de Janeiro (IESP/UERJ). Publicou importantes obras sobre favelas, violência, trabalho e movimentos sociais, sob o ponto de vista da teoria social e da sociologia urbana. Recebeu o Prêmio Anpocs de Excelência Acadêmica Antônio Flávio Pierucci em Sociologia, em 2016.    
Foi também um intelectual público atuante em favor dos movimentos de favelas.
As principais temáticas de sua produção acadêmica estavam no eixo das formas de sociabilidade das camadas populares urbanas. Sua reflexão combinou a pesquisa etnográfica das vivências cotidianas da cidade com a imaginação sociológica aplicada à crítica das abordagens orientadas unicamente para as leis e instituições, às quais contrapunha o recorte analítico da experiência subjetiva. Com essa visão, objetivou construir, por exemplo, a noção de sociabilidade violenta em contraponto às teorias da conduta desviante e da intervenção regulatória.  